# Liste der denkmalgeschützten Objekte in Pirching am Traubenberg
Die Liste der denkmalgeschützten Objekte in Pirching am Traubenberg enthält das einzige denkmalgeschützte unbewegliche Objekt der österreichischen Gemeinde Pirching am Traubenberg im steirischen Bezirk Südoststeiermark.

## Denkmäler
| Foto |                 | Denkmal                                                               | Standort              | Beschreibung | Metadaten |
| ---- | --------------- | --------------------------------------------------------------------- | --------------------- | ------------ | --- |
| ja   | Datei hochladen | Dreifaltigkeits- bzw. Wiener-Kapelle HERIS-ID: 61075 Objekt-ID: 73476 | Standort KG: Pirching |              | BDA-Hist.: Q38094230 Status: § 2a Stand der BDA-Liste: 2025-06-30 Name: Dreifaltigkeits- bzw. Wiener-Kapelle GstNr.: .155 |